# Emanuele Di Filippo
Emanuele Di Filippo (Palermo, 25 febbraio 1961) è un mafioso e collaboratore di giustizia italiano, legato a Cosa Nostra.

## Biografia
È il fratello maggiore di Pasquale Di Filippo, anche lui mafioso e anche lui pentito.
Nel 1982 entra a far parte del gruppo di fuoco di Ciaculli, il suo primo referente fu suo cognato, Antonino "Nino" Marchese. Marchese aveva sposato la sorella di Di Filippo, Agata. In seguito all'arresto del cognato, il suo referente diventò Giuseppe Lucchese. Nino Marchese era capodecina di Corso dei Mille, e fu proprio lui a far entrare Emanuele Di Filippo nell'organizzazione.
Nel 1985 riesce ad uscire dal gruppo di fuoco grazie a Tommaso Spadaro, suocero di suo fratello Pasquale. Emanuele pur rimanendo comunque a disposizione dell'organizzazione, passa allo spaccio di droga, al contrabbando di sigarette e si occupava anche di ritirare le estorsioni nella zona industriale di Brancaccio.
Nel 1990, i fratelli Graviano (Benedetto e Giuseppe) divennero i suoi nuovi referenti, siccome Salvatore Riina, inviava ai due fratelli soldi per la sorella di Di Filippo e messaggi per Nino Marchese, che Emanuele gli consegnava al carcere di Voghera.

## Arresto e pentimento
Di Filippo venne arrestato con l'accusa di associazione mafiosa il 2 febbraio 1994 a seguito dell'operazione Golden Market, nome di fantasia collegato alle iniziali del collaboratore di giustizia che aveva consentito l'operazione, Gaspare Mutolo.
Dopo un anno e mezzo di carcere, nel maggio del 1995 decise di collaborare con lo Stato.
Emanuele Di Filippo si è auto-accusato di circa dieci omicidi commessi nel periodo di militanza nel gruppo di fuoco di Ciaculli, tra cui il Senatore di Bagheria Ignazio Mineo, il presidente del Palermo Roberto Parisi e il suo autista, Giuseppe Mangano.

## Nella cultura di massa
- La serie TV Il cacciatore ha tra i personaggi Emanuele Di Filippo, interpretato dall'attore Luciano Saladino.